# Пижама порно
Пижама порно (пол. Pidżama Porno) — польская группа, направление музыки которой можно описать как ска-панк и панк-рок. Группа была образована Кшиштофом Грабовски в 1987 году в Познани. Тексты песен группы содержат как острые политические высказывания, так и представляют собой лирические баллады.

## Состав группы
- Кшиштоф «Грабаж» Грабовски — вокал, тексты
- Анджей «Козак» Козакевич — гитара
- Славомир «Дед» Мизеркевич — гитара
- Юлий «Юло» Пётровяк — бас
- Рафаил «Кузин» Пётровяк — ударные

## Дискография
- 1989 — Ulice jak stygmaty
- 1990 — Futurista
- 1994 — Zamiast burzy
- 1997 — Zlodzieje zapalniczek
- 1998 — Styropian
- 1999 — Ulice jak stygmaty — absolutne rarytasy
- 2001 — Marchef w butonierce
- 2002 — Koncertówka part 1
- 2003 — Koncertówka 2. Drugi szczyt
- 2004 — Bulgarskie Centrum
- 2007 — Zlodzieje zapalniczek — reedycja
- 2007 — Finalista — DVD
- 2008 — Dwadzieścia — DVD
- 2009 — Styropian — reedycja

## Синглы
- 1998 — Do nieba wzieci
- 1998 — Outsider
- 1999 — Katarzyna ma katar
- 2001 — Twoja generacja
- 2001 — Tom Petty spotyka Debbie Harry
- 2001 — Bon ton na ostrzu noza
- 2004 — Wirtualni chlopcy
- 2004 — Nikt tak pieknie nie mówil, ze sie boi milosci
- 2007 — Czekajac na trzesienie ziemi